# Kanton Bussière-Badil
Kanton Bussière-Badil (francouzsky Canton de Bussière-Badil) je francouzský kanton v departementu Dordogne v regionu Akvitánie. Tvoří ho osm obcí.

## Obce kantonu
- Busserolles
- Bussière-Badil
- Champniers-et-Reilhac
- Étouars
- Piégut-Pluviers
- Saint-Barthélemy-de-Bussière
- Soudat
- Varaignes